# Lijst van rijksmonumenten in Hippolytushoef
De plaats Hippolytushoef telt 14 inschrijvingen in het rijksmonumentenregister. Hieronder een overzicht.
| Object | Oorspronkelijke functie?  | Bouwjaar              | Architect | Locatie            | Coördinaten?                  | Nr.?   | Afbeelding |
| --- | ------------------------- | --------------------- | --------- | ------------------ | ----------------------------- | ------ | --- |
| Boerderij van een voor Wieringen kenmerkend type waarvan vrijwel geen goed bewaarde voorbeelden meer voorhanden zijn | Boerderij                 | begin 19e eeuw        |           | Belt 39            | 52° 54' 17" NB, 4° 57' 10" OL | 38916  | Boerderij van een voor Wieringen kenmerkend type waarvan vrijwel geen goed bewaarde voorbeelden meer voorhanden zijn |
| Bijzonder gaaf voorbeeld van een boerderij van het Wieringer type                                                    | Boerderij                 | 1734(jaartal)         |           | Elft 42            | 52° 54' 26" NB, 4° 58' 5" OL  | 38917  | Meer afbeeldingen |
| Fraai gelegen boerderij van het Wieringer type                                                                       | Boerderij                 | 18e eeuw              |           | Hoge Elft 1        | 52° 54' 39" NB, 4° 58' 32" OL | 38918  | Meer afbeeldingen |
| Gaaf voorbeeld van een boerderij van het Wieringer type                                                              | Boerderij                 |                       |           | Kerkhofsteeg 1     | 52° 54' 23" NB, 4° 57' 37" OL | 38919  | Meer afbeeldingen |
| Forse toren met gemetselde spits van de Hippolytuskerk                                                               | Kerk en kerkonderdeel     | 13e eeuw              |           | Kerkplein 16       | 52° 54' 27" NB, 4° 57' 43" OL | 38920  | Meer afbeeldingen |
| Hervormde kerk | Kerk en kerkonderdeel     | 17e eeuw              |           | Kerkplein 17       | 52° 54' 27" NB, 4° 57' 44" OL | 38921  | Meer afbeeldingen |
| Pand onder zadeldak                                                                                                  | Werk-woonhuis             | eerste helft 19e eeuw |           | Kerkplein 25       | 52° 54' 28" NB, 4° 57' 45" OL | 38922  | Meer afbeeldingen |
| Pand met gepleisterd ingezwenkt lijstgeveltje                                                                        | Werk-woonhuis             |                       |           | Kerkplein 27       | 52° 54' 28" NB, 4° 57' 46" OL | 38923  | Meer afbeeldingen |
| Pand met geverfde pui, waarboven een houten topgevelbeschieting                                                      | Werk-woonhuis             |                       |           | Kerkplein 28       | 52° 54' 28" NB, 4° 57' 46" OL | 38924  | Meer afbeeldingen |
| De Onderneming | Industrie- en poldermolen | 1851                  |           | Koningsweg 75      | 52° 54' 9" NB, 4° 56' 52" OL  | 38925  | Meer afbeeldingen |
| Boerderij van het Wieringer type                                                                                     | Boerderij                 | ca. 1800              |           | Oosterklief 36     | 52° 53' 47" NB, 4° 57' 32" OL | 38926  | Meer afbeeldingen |
| De Haven | Dienstwoning              | 1928                  |           | Gemeenelandsweg 8  | 52° 54' 53" NB, 4° 57' 59" OL | 510386 | De Haven |
| Vrijstaande villa met garage                                                                                         | Dienstwoning              | 1928                  |           | Gemeenelandsweg 12 | 52° 54' 53" NB, 4° 57' 59" OL | 510387 | Vrijstaande villa met garage                                                                                         |
| Doopsgezinde Vermaning                                                                                               | Kerk en kerkonderdeel     | 1861                  |           | Vermaningsteeg 7   | 52° 54' 29" NB, 4° 57' 47" OL | 510388 | Meer afbeeldingen |